# Filipinas en los Juegos Olímpicos de la Juventud 2018
Filipinas compitió en los Juegos Olímpicos de la Juventud 2018 en Buenos Aires, Argentina, celebrados entre el 6 y el 18 de octubre de 2018. La delegación estuvo conformada por 7 atletas en 6 disciplinas y obtuvo una medalla de plata en las justas.

## Medallero
| Medalla          | Atleta        | Deporte | Evento             | Fecha         |
| ---------------- | ------------- | ------- | ------------------ | ------------- |
| Medalla de plata | Christian Tio | Vela    | IKA Twin Masculino | 14 de octubre |

| Presea        | Medalla de oro | Medalla de plata | Medalla de bronce | Total |
| ------------- | -------------- | ---------------- | ----------------- | ----- |
| TOTAL OFICIAL | 0              | 1                | 0                 | 1     |

## Disciplinas

### Tiro con arco
Filipinas clasificó a una arquera en esta disciplina.
- Individual femenino - Nicole Marie Tagle

### Esgrima
Filipinas clasificó a un esgrimador, Lawrence Tan, basado en su desempeño en el Campeonato Mundial Junior de Esgrima de Verona, 2018.

### Golf
Filipinas clasificó a los golfistas Yuka Saso y Carl Jano Corpus.

### Vela
Filipinas clasificó un bote para esta disciplina.
- IKA Twin masculino - Christian Tio

### Natación
Filipinas clasificó a la nadadora Nicole Justine Oliva para competir en cuatro eventos relacionados con esta disciplina.
- Femenino - Nicole Justine Oliva

### Tenis de mesa
Filipinas clasificó un tenista en base a su desempeño en la eliminatoria "Road to Buenos Aires – Oceania" llevada a cabo de Rarotonga.